# Dicranomyia (Caenoglochina) sica
Dicranomyia (Caenoglochina) sica is een tweevleugelige uit de familie steltmuggen (Limoniidae). De soort komt voor in het Neotropisch gebied.